# Crafoordova cena
Crafoordova cena je od roku 1982 udělovaná švédskou Královskou akademií věd v některých odvětvích vědy, které nejsou pokryty Nobelovou cenou. Byla založena švédským průmyslníkem a mecenášem Holgerem Crafoordem, vynálezcem umělé ledviny, a jeho ženou Annou-Gretou Crafoordovou za účelem ocenění objevů a podpory vědců v následujících oblastech: matematika, geovědy, biovědy (zejména ekologie a evoluce), astronomie a výzkum revmatoidní artritidy.
Ceremonie udílení na tzv. Crafoordův den v září každého roku je velmi podobná udílení Nobelových cen včetně předání ceny z rukou švédského krále a laureátské přednášky. Součástí ceny je i finanční odměna laureátovi/laureátům ve výši 500 tisíc dolarů.

## Držitelé Crafoordovy ceny

### 1991-2000
| Rok  | Obor       | Jméno                                                                          | Za |
| 1991 | astronomie | Allan Sandage (US)                                                             |    |
| 1992 | geovědy    | Adolf Seilacher (GE)                                                           |    |
| 1993 | biovědy    | Seymour Benzer (US) William D. Hamilton (Spojené království)                   |    |
| 1994 | astronomie | Simon Donaldson (Spojené království) Shing-Tung Yau (US)                       |    |
| 1995 | geovědy    | Willi Dansgaard (DK) Nicholas Shackleton (Spojené království)                  |    |
| 1996 | biovědy    | Robert M. May (Spojené království)                                             |    |
| 1997 | astronomie | Fred Hoyle (Spojené království) Edwin Salpeter (US)                            |    |
| 1998 | geovědy    | Don Anderson (US) Adam Dziewonski (US)                                         |    |
| 1999 | biovědy    | John Maynard Smith Spojené království) Ernst Mayr (US) George C. Williams (US) |    |
| 2000 | artritida  | Ravinder Maini (Spojené království) Marc Feldmann (Spojené království)         |    |

### 2001-2010
| Rok  | Obor          | Jméno                                                                           | Za |
| 2001 | matematika    | Alain Connes (FR)                                                               | za průlomovou práci na teorii algebry operátorů a založení nekomutativní geometrie                                                |
| 2002 | geovědy       | Dan McKenzie (Spojené království)                                               | za fundamentální příspěvek k pochopení dynamiky litosféry, zejména deskové tektoniky, vzniku sedimentárních pánví a tavení pláště |
| 2003 | biovědy       | Carl Woese (US)                                                                 | za jeho objev třetí větve života                                                                                                  |
| 2004 | artritida     | Eugene Butcher (US) Timothy Springer (US)                                       | za studie molekulárních mechanismů migrace bílých krvinek ve zdraví i nemoci                                                      |
| 2005 | astronomie    | James E. Gunn (US) Jim Peebles (US) Martin Rees (Spojené království)            | za příspěvek k porozumění velkoškálové struktury vesmíru                                                                          |
| 2006 | geovědy       | Wallace Broecker (US)                                                           | za inovativní a novátorský výzkum týkající se globálního uhlíkového cyklu                                                         |
| 2007 | biovědy       | Robert Trivers (US)                                                             | za fundamentální analýzu sociální evoluce, konfliktů a spolupráce u zvířat                                                        |
| 2008 | matematika    | Maxim Lvovič Koncevič (Rusko/Francie) Edward Witten (USA)                       | za jejich důležité příspěvky k matematice, inspirované moderní teoretickou fyzikou                                                |
| 2009 | polyartritida | Charles Dinarello (USA) Tadamitsu Kishimoto (Japonsko) Toshio Hirano (Japonsko) | za izolaci interleukinů a porozumění jejich vlivu na vznik zánětlivých onemocnění                                                 |
| 2010 | geovědy       | Walter Munk (USA)                                                               | za průkopnickou práci v porozumění přílivům a odlivům, koloběhu oceánů a vlnám a jejich roli v dynamice Země                      |

### 2011-2020
| Rok  | Obor    | Jméno                 | Za                                                                                             |
| 2011 | biovědy | Ilkka Hanski (Finsko) | za průkopnický výzkum vlivu odlišnosti prostoru na dynamiku živočišných a rostlinných populací |